# Marcel Šimák
Marcel Šimák (né le 23 juillet 1973 à Zvolen en Tchécoslovaquie, aujourd'hui ville de Slovaquie) est un joueur professionnel de hockey sur glace.

## Carrière
En 1993, il commence sa carrière au sein du club de sa ville natale le ZTK Zvolen au cours de la première saison du championnat slovaque, l'Extraliga. L'équipe finit à la dernière place du championnat et est reléguée en division inférieure.
En 1996-1997, il joue dans cette même seconde division avec le club du HC Dukla Senica et signe une nouvelle fois en 1997-1998 avec sa ville natale avec qui il va jouer encore quatre saisons dont la moitié d'une avec MsHK Žilina en Extraliga. Il signe en division 1 française en 2001-2002 après avoir joué un an avec Ferencváros TC de Hongrie qui évolue en élite, dans la Borsodi Jégkorong Liga.
En France, il signe avec les Diables Noirs de Tours sous l'impulsion de l'entraîneur franco-canadien, Robert Millette. Il aide le club à franchir les étapes depuis 2001, que ce soit les joies des montées ou la relégation de 2005 pour raisons financières.
Après la restructuration de l'équipe des Diables Noirs durant l'intersaison 2008, Marcel Šimák est choisi par l'entraineur des Vipers de Montpellier, Lionel Bilbao, pour renforcer l'effectif défensif.
En 2010 il s'engage avec les Corsaires de Nantes en Division 2. Il est associé à Julien Créno en défense nantaise.

## Statistiques
| Saison    | Équipe                 | Ligue           |    | Saison régulière | Saison régulière | Saison régulière | Saison régulière | Saison régulière |   | Séries éliminatoires | Séries éliminatoires | Séries éliminatoires | Séries éliminatoires | Séries éliminatoires |
| Saison    | Équipe                 | Ligue           | PJ | B                | A                | Pts              | Pun              | PJ               | B | A                    | Pts                  | Pun                  |                      |                      |
| 1993-1994 | ZTK Zvolen             | Extraliga       | 21 | 0                | 1                | 1                |                  |                  |   |                      |                      |                      |                      |                      |
| 1996-1997 | HC Dukla Senica        | 1.liga          | 43 | 7                | 11               | 18               | 12               |                  |   |                      |                      |                      |                      |                      |
| 1997-1998 | HKm Zvolen             | Extraliga       | 5  | 0                | 0                | 0                | 2                |                  |   |                      |                      |                      |                      |                      |
| 1998-1999 | HKm Zvolen             | Extraliga       | 9  | 0                | 0                | 0                | 0                |                  |   |                      |                      |                      |                      |                      |
| 1998-1999 | MsHK Žilina            | 1.liga          | 14 | 2                | 1                | 3                | 8                |                  |   |                      |                      |                      |                      |                      |
| 1999-2000 | HKm Zvolen B           | 1.liga          | 13 | 1                | 2                | 3                | 4                |                  |   |                      |                      |                      |                      |                      |
| 2000-2001 | Ferencváros TC         | BJL             | 7  | 1                | 1                | 2                | 4                |                  |   |                      |                      |                      |                      |                      |
| 2001-2002 | Diables Noirs de Tours | Division 1      |    | 4                | 9                | 13               |                  |                  |   |                      |                      |                      |                      |                      |
| 2002-2003 | Diables Noirs de Tours | Super 16        | 24 | 2                | 8                | 10               | 46               |                  |   |                      |                      |                      |                      |                      |
| 2003-2004 | Diables Noirs de Tours | Coupe de France | 2  | 0                | 2                | 2                | 0                |                  |   |                      |                      |                      |                      |                      |
| 2003-2004 | Diables Noirs de Tours | Super 16        | 26 | 4                | 6                | 10               | 16               | 3                | 0 | 0                    | 0                    | 0                    |                      |                      |
| 2004-2005 | Diables Noirs de Tours | Ligue Magnus    | 11 | 0                | 1                | 1                | 12               |                  |   |                      |                      |                      |                      |                      |
| 2005-2006 | Diables Noirs de Tours | Division 2      | 24 | 4                | 14               | 18               | 28               |                  |   |                      |                      |                      |                      |                      |
| 2006-2007 | Diables Noirs de Tours | Division 1      | 28 | 5                | 9                | 14               | 36               |                  |   |                      |                      |                      |                      |                      |
| 2007-2008 | Diables Noirs de Tours | Ligue Magnus    | 26 | 0                | 3                | 3                | 26               | 5                | 0 | 1                    | 1                    | 6                    |                      |                      |
| 2008-2009 | Vipers de Montpellier  | Division 1      | 21 | 3                | 6                | 9                | 0                | 2                | 0 | 0                    | 0                    |                      |                      |                      |
| 2009-2010 | Vipers de Montpellier  | Division 1      | 26 | 0                | 6                | 6                | 0                | 0                | 2 | 0                    | 0                    | 0                    |                      |                      |
| 2010-2011 | Corsaires de Nantes    | Division 2      | 18 | 2                | 11               | 13               | 28               | 4                | 0 | 2                    | 2                    | 2                    |                      |                      |
| 2011-2012 | Corsaires de Nantes    | Division 2      | 18 | 2                | 9                | 11               | 28               | 4                | 0 | 3                    | 3                    | 4                    |                      |                      |
| 2012-2013 | Corsaires de Nantes    | Division 2      | 16 | 3                | 4                | 7                | 6                | 8                | 0 | 2                    | 2                    | 12                   |                      |                      |